# Worocewicze (gmina)
Worocewicze – dawna gmina wiejska istniejąca do 1928 roku w woj. poleskim II Rzeczypospolitej (obecnie na Białorusi). Siedzibą władz gminy były Worocewicze (752 mieszk. w 1921 roku).
Początkowo gmina należała do powiatu kobryńskiego. 12 grudnia 1920 r. została przyłączona do nowo utworzonego powiatu drohickiego pod Zarządem Terenów Przyfrontowych i Etapowych. 19 lutego 1921 r. wraz z całym powiatem weszła w skład nowo utworzonego województwa poleskiego. Gminę zniesiono 18 kwietnia 1928 roku, a jej obszar włączono do gmin Osowce, Drohiczyn i Janów.